# ديون أندرسون
ديون أندرسون (بالإنجليزية: Deon Anderson)‏ هو لاعب كرة قدم أمريكية أمريكي، ولد في 27 يناير 1983 في بروفيدنس في الولايات المتحدة.

## وصلات خارجية
- ديون أندرسون على موقع مرجع كرة القدم المحترفة.كوم (الإنجليزية)